# Rani Sarker
Rani Sarker,nome artístico de Mosammat Amirun Nessa Khanam, em bengali:  রানী সরকার (Satkhira, 1932 – Daca, 7 de julho de 2018), foi uma atriz de cinema bangladesa. 

## Carreira
Ela começou sua carreira de atriz no cinema do Bangladesh na década de sessenta. Em 2014, ela foi premiada pela National Film Awards por "Lifetime Achievement Awards por sua contribuição excepcional em Bengali filmes.

## Morte
Morreu em 7 de julho de 2018.